# Pequeño
Pequeño és el primer àlbum d'estudi de Dani Martín en la seva etapa en solitari. El disc es va llançar a la venda el 26 d'octubre de 2010 a Espanya. Els senzills extrets d'aquest CD són 16 añitos i Mira la vida.

## Llista de cançons
1. 16 añitos 4:13
2. Mira la vida 3:41
3. Mi lamento 4:01
4. Eres 3:36
5. La verdad 3:13
6. Los valientes de la pandilla 4:19
7. La línia 3:40
8. El puzzle 3:17
9. Tres encantos 3:37
10. Pequeño 4:10
11. Lo que nace se apaga 4:30
12. El cielo de los perros 4:07